# 尼古拉耶夫卡村委员会 (阿斯特拉罕州)
尼古拉耶夫卡村委员会（俄语：Николаевский сельсовет）是俄罗斯联邦阿斯特拉罕州纳里马诺夫区所属的一个村委员会。其下辖有1个居民点，行政中心为尼古拉耶夫卡。据2015年统计，该村委员会的人口为1680人。